# Heterogonium teysmannianum
Heterogonium teysmannianum là một loài dương xỉ trong họ Tectariaceae. Loài này được Posth. ex Holttum mô tả khoa học đầu tiên năm 1950.
Danh pháp khoa học của loài này chưa được làm sáng tỏ. 